# ۱۰ ژانویه
۱۰ ژانویه دهمین روز سال در گاه‌شماری میلادی است. ۳۵۵ روز (در سال‌های کبیسه ۳۵۶روز) تا پایان سال باقی‌است.

## رویدادها
- ۱۷۳۲ - عهدنامه احمد پاشا میان ایران و عثمانی منعقد شد.

## زادروزها
- ۱۸۸۳ - آلکسیی نیکالایویچ تالستوی، شاعر و رمان نویس روس (د. ۱۹۴۵)

- ۱۹۲۰ - ریچارد فرای، ایران‌شناس

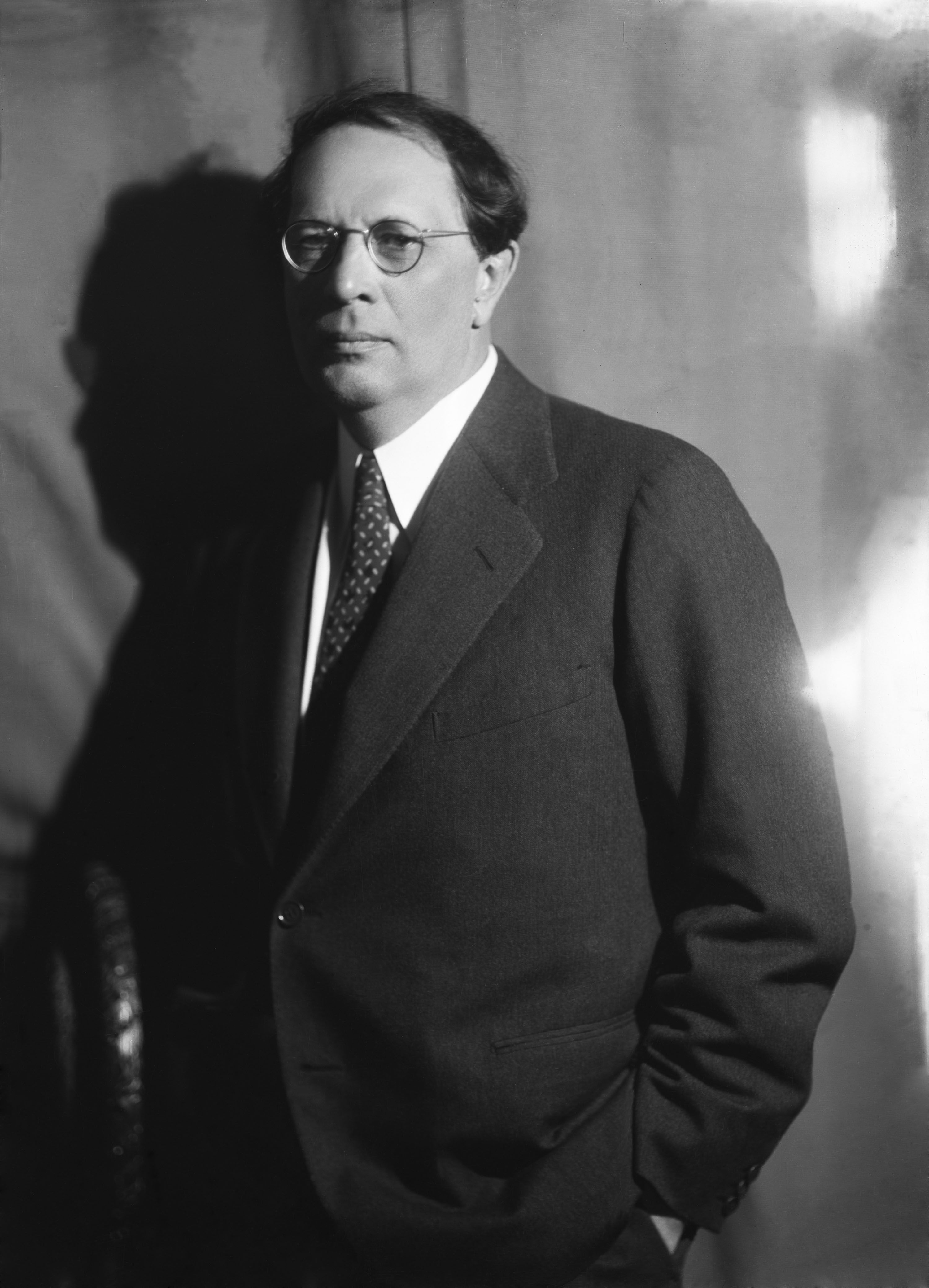
آلکسیی نیکالایویچ تالستوی

- ۱۹۳۸ - دونالد کنوت، ریاضی‌دان و دانشمند علوم رایانه
- ۱۹۵۶ – تئو هوخرفورست، دوچرخه‌سوار اهل هلند

## درگذشت‌ها
- ۹۷۶ - ژان یکم، امپراتور بیزانس (ز. ۹۲۵)
- ۱۹۸۷ - مؤید ابراهیم ایرانی، شاعر و مترجم شاعر و مترجم فلسطینی
- ۲۰۰۸ - عباس ترجمان، زبان‌شناس، شاعر و مترجم ایرانی-عراقی
- ۲۰۲۳ - کنستانتین دوم، پادشاه یونان، پادشاه یونان